# Юрьево (городской округ Истра)
Юрьево — деревня в Обушковском сельском поселении Истринского района Московской области. Население — 45 чел. (2010).
Находится примерно в 30 км юго-восточнее Истры, на обоих берегах небольшой речки Безымянной (или Руденки, приток Беляны), высота над уровнем моря 153 м. Ближайшие деревни — примыкающие на востоке Козенки и на юге Чесноково.

## Население
| 2002 | 2006 | 2010 |
| ---- | ---- | ---- |
| 49   | ↘44  | ↗45  |